# 威航
威航（英語：V air），是台灣一家已經結業的低成本航空公司，原為復興航空全資子公司，樞紐在停業前設於臺灣桃園國際機場。2016年8月，復興航空在威航董事會上決定自2016年10月1日起結束威航的所有業務並併入復興航空，因2014年12月至宣佈停航前夕已虧損超過新台幣9億元。威航的民用航空運輸業許可證雖有向交通部民用航空局申請展延，但仍在2017年9月30日正式失效。

## 沿革
- 復興航空於2013年因應亞洲地區廉價航空快速發展的趨勢，開始籌設自己的廉航子公司，當時暫名為「全民航空」[3]。
- 2014年1月23日，全民航空中英文名稱出爐，分別為「威航」及「V air」，正式名稱則是威航航空運輸股份有限公司。
- 2014年3月24日，威航發佈全新企業識別。
- 2014年9月18日，威航發表空勤組員制服、機上販售物品及售價。
- 2014年11月27日，威航取得中華民國交通部民用航空運輸業許可證（Air Operator Certificate, AOC）。
- 2014年12月17日，威航開航，首航班機是台北─曼谷廊曼的ZV005，當天凌晨6：40自桃園機場起飛，上午9：35抵達曼谷廊曼機場。
- 2016年8月9日下午，復興航空董事會決議，威航營運至2016年9月30日[4]。因應10月1日起停飛，8月起先裁撤尚未上線執勤的26人。
- 2016年8月24日晚間，威航將大量解僱計畫書交至台北市政府，解僱人數為員工總數253人。
- 2016年9月30日，威航末班機清邁─台北航線ZV010，晚間9：40自清邁機場起飛；於2016年10月1日凌晨2:15抵達桃園機場。
- 2016年10月1日，威航停止營運。
- 2017年1月17日，傳出越捷航空想買下威航的民用航空運輸業許可證。
- 2017年9月30日，威航的民用航空運輸業許可證確定失效。

### 年載客人次
- 2014：4,257人（首航日開始計算）
- 2015：219,322人（年增加215,065人）
- 2016：載客432,437人（截至結業日，年增加213,115人）

### 載客紀錄
截至2016年10月1日共搭載656,016人
- 2016年6月27日：開航以來總搭乘人數突破50萬人

## 航點
威航停飛前曾飛航澳門（每週4班）、馬尼拉（每週3班）、東京羽田（每週4班）、茨城（每週3班）、名古屋（每日1班→每週4班）等航線及暹粒包機，上述定期航線因競爭激烈無法獲利而停飛。包機則是復興航空收回自營。
威航在停飛當天所擁有的航點：
| 國家     | 城市 | 機場         | 母公司後續處理                             |
| 中華民國 | 臺北 | 桃園機場     | 樞紐機場                                   |
| 泰國     | 曼谷 | 廊曼機場     | 威航首航班機；原全額退票，後來復興申請飛航 |
| 泰國     | 清邁 | 清邁國際機場 | 威航末班機；復興申請飛航                   |
|          | 釜山 | 金海機場     | 復興不承接，全額退票                       |
| 日本     | 大阪 | 關西機場     | 復興現有航點                               |
| 日本     | 福岡 | 福岡機場     | 復興申請飛航                               |
| 日本     | 沖繩 | 那霸機場     | 復興至解散前即停飛的航點                   |

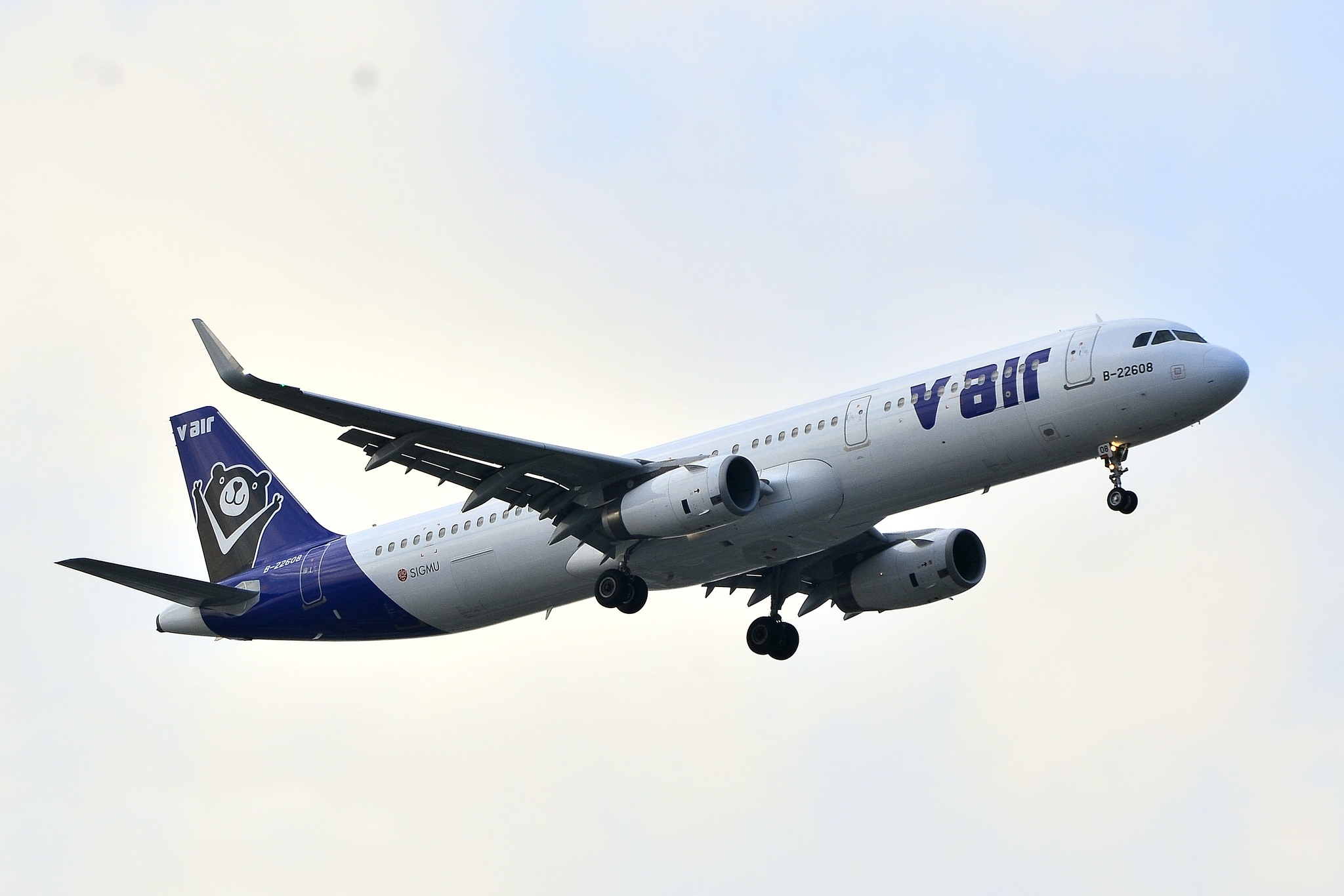
擔綱首航班機任務的威航首架飛機（B-22608）

復興航空曾盡全力協助威航乘客轉運，但復興航空亦已經在2016年11月22日宣布解散。

## 機隊
復興航空已經在2016年8、9月各從威航收回一架飛機，但是B-22320實際上還是維持威航的塗裝並由威航負責營運至9月30日。
2016年9月19日下午3:30，編號B-22610的A321客機由亚洲航空將原有威航黑熊塗裝改回復興航空塗裝，此機也成為威航第一架歸還的飛機。

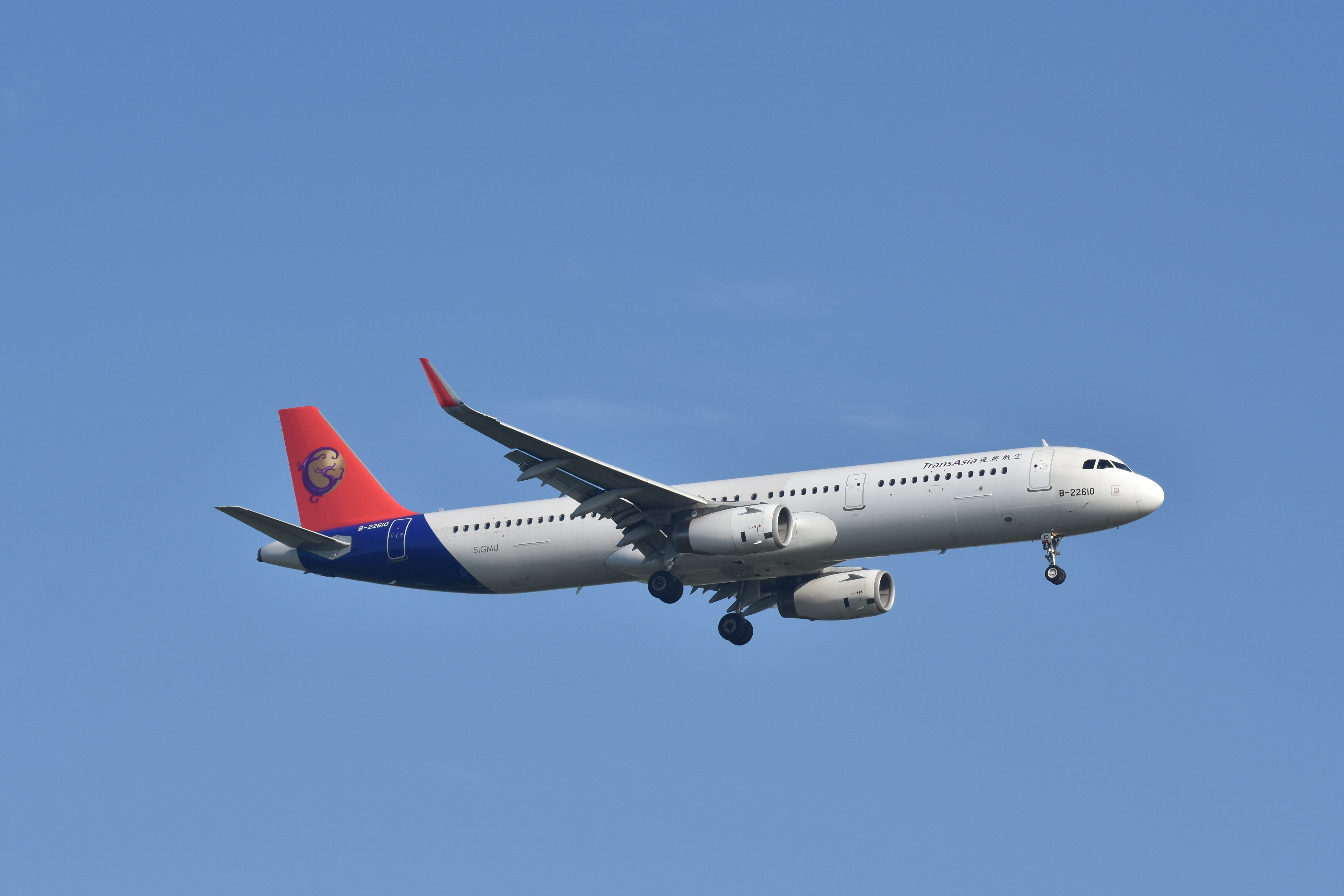
第一架離開威航機隊改回復興航空塗裝的A321（B-22610）

威航旗下唯一一架A321客機和復興航空的A321均已合併出售給哥倫比亞航空。

## 停飛前爭議事件

### 網站當機
威航在2014年12月3日上午10：00正式開賣首航的曼谷航線機票。由於在經過網路活動之後票價已經降至520元，所以許多網友專程在網站前苦苦等候搶票，但是網站卻因系統異常而無法使用，讓網友紛紛湧入威航臉書粉絲頁表達不滿，由於威航的開賣時間為上班時間，所以本次有許多上班族是上班期間偷偷上線訂票，但是訂票頁面卻無法使用，一直出現「The service is unavailable」等系統異常訊號， 網頁重整一個多小時仍然無法順利訂票，也因此讓網友大感不滿。但除了曼谷首航外，清邁、釜山首航開賣時同樣發生網站當機無法購票的情形，直到名古屋首航開賣時網站才較為正常，但訂票速度仍較平常慢上許多。

### 航班延誤
威航於營運初期僅使用一架A321客機執飛台北－曼谷廊曼、清邁、暹粒（包機，已經轉回復興航空）、澳門（已經停飛）等航線，如有一個航段延誤後續航段均會延誤，且因當時桃園機場跑道輪流維修使得航班延誤成為常態，使得威航常因延誤時間太長而被旅客怒罵。但在2015年6月1日第二架飛機加入營運及桃園機場恢復雙跑道運作之後已經改善許多。

### 錯誤政策
威航在客運營收因載客率低還有成本高的原因無法獲利，但是並沒有像台灣另一間低成本航空台灣虎航積極擴充航空貨運、地勤代理還有包機服務增加營收，反而開始禁止收受乘客行李之外的航空貨物，還有因為母公司政策要求因此關閉包機部門，而使威航的財務問題持續加重，最終無力回天。

### 片面解僱
2016年8月9日下午復興航空宣佈將在10月起關閉威航，並已在8月17日解雇受訓中的26位空服員及培訓機師，由於威航員工數為253人，已經達到總員工數的一成。並在8月17日遞交大量解僱勞工通知書給台北市政府審核，但威航員工並未在公司內部獲得此一訊息，且員工到現在還不知道會遭到資遣還是留任，甚至看了報紙才知道威航已在8月17日呈送「大量解僱勞工計畫書」給台北市政府。因此8月24日早上40名威航空服員在空服員工會協助下到台北市政府前陳情。桃園市空服員職業工會表示，依照大量解僱勞工保護法第4條，應該要將「大量解僱勞工計畫書」公開揭示並通知所屬的工會，但沒有威航員工看過這份計畫書，公司也沒有人說明到底解僱計畫會如何進行。另外資方也應依法在提出解僱計畫書的10日內，與勞方進行協商，桃園市空服員職業工會表達，希望台北市政府能夠出面，協助威航員工與公司進行大量解僱勞工的協商會議，因為威航大量解僱計畫書曾經更改，並在更改後的計畫書提出預計將在9月底解僱所有員工，使得威航員工憂心忡忡。在經過多次街頭、民航局與公司內部抗爭後，空服員最終在9月21日接受資遣條件。

## 飛安事故
- 2016年5月6日深夜一架威航編號ZV252班機，由台灣桃園飛往日本羽田，於當日22時26分準點起飛後不到30分鐘傳出有乘客的行動電源因過熱導致冒煙並起火，但隨即被趕到的空服員利用機上滅火器撲滅。機長決定返航桃園機場進行航機檢查，航機平安地在同日23點21分返航桃園機場。經檢查航機無受損，但由於機隊調度問題，改派另架飛機值勤，最終該航班在更換組員及航機後於5月7日清晨0時30分重新起飛前往日本羽田。
- 2016年5月10日中午一架威航編號ZV203班機，由日本名古屋飛回台灣桃園，原預定中午11時自名古屋起飛的班機因引擎整流片翹起的嚴重故障導致航班延誤，原訂於當日晚間11點可起飛，但飛機製造商檢查過引擎後決定不要放飛，需再次執行安全檢查才可放飛，因此該班機68名旅客均須等待次日的ZV202班機飛抵名古屋後，才能利用5月11日ZV203班機的剩餘空座位疏運返台。